# 时序收敛

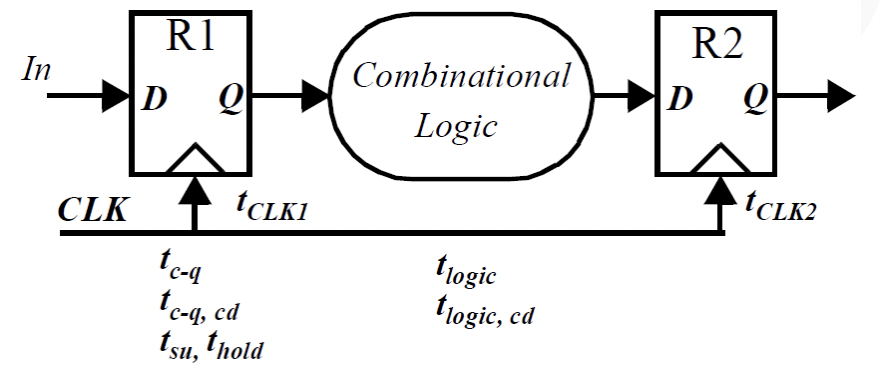
时钟驱动的同步电路、邏輯閘与路径延迟。tCLK1=tCLK2：两者具有相同的周期。 tsu / th：寄存器的建立时间和保持时间。tc-q / tc-q, cd：寄存器的最大延迟与污染（最小）延迟。tlogic / tlogic, cd：组合逻辑的最大延迟与污染（最小）延迟。

时序收敛（英語：Timing closure）是现场可编程逻辑门阵列、特殊應用積體電路等集成电路设计过程中，调整、修改设计等迭代性的设计流程，确保在时钟驱动的同步電路中所有电磁信号满足邏輯閘的时序要求（与系统时钟相关的时序约束、时钟频率等），保证目标时钟频率下正确的数据传输和可靠运行。为了完成上述过程，工程师常常需要在电子设计自动化工具辅助下工作。“时序收敛”一词有时也用于表达这些要求最终被满足的状态。
同步电路由两类原语元件构成：无记忆地处理逻辑函数的组合逻辑门（如非门、与门、或门、与非门、或非门、异或门等），以及能存储数据并由时钟信号触发的时序逻辑电路元件（如触发器、锁存器、寄存器）。通过时序收敛，可以通过改进布局和重构网表等手段来调整电路，以减少路径延迟并确保逻辑门的信号在所需的时钟时序之前完成有效作用。
随着集成电路设计变得日益复杂，包含数十亿个晶体管和高度互联的逻辑，确保所有关键时序路径满足约束的任务也变得愈发困难。未能满足这些时序要求可能导致功能性故障、不可预测的后果或系统级失效。
因此，时序收敛并不是一个简单的最终验证步骤，而是一项全面的迭代优化流程，包括持续改进设计的逻辑结构和物理实现，例如调整门级逻辑结构、精炼放置与互连，以便在整片芯片范围内可靠地满足所有时序约束。

## 概述
简单情况下，设计师可以手工计算元件之间的路径延迟。但当设计包含十几个或更多元件时，这种做法就不切实际了。例如，从一个D触发器的输出经由组合逻辑门到下一个D触发器输入的路径延迟，必须满足（小于）同步到两级触发器的时钟脉冲之间的时间间隔。当这些元件间的延迟大于时钟周期时，电路将无法正常工作。因此，修改电路以消除时序失败（并消除关键路径）是逻辑设计工程师的重要工作之一。关键路径是指设计中两个时序元件之间延迟最长的路径（以延迟计）；它也定义了所有寄存器到寄存器路径中的最大延迟，且该最大延迟不得大于时钟周期时间。

## 时序约束

时序约束机制

在IC设计过程中，IC布局应满足几何约束和时序约束。几何约束指物理设计中由封装/制造工艺强加的规则，例如单元对齐的正确性和最小布线间距。时序约束指所有信号路径应满足的时序要求。通常，在触发器输出信号于时钟沿发生改变之前，该信号在元件内还应保持稳定一段时间，这称为建立时间（setup time）。在电磁信号到达下一级触发器并在时钟沿被采样之后，信号在存储元件中还应保持稳定一段时间，这称为保持时间（hold time）。时序约束分为两类：
建立时间约束（长路径约束）：
这类约束规定在触发器时钟沿之前数据输入信号应保持稳定的时间长度，以便数据有足够时间通过一条逻辑路径传播并在下一个时钟沿之前到达下一级触发器。如果路径延迟过长，可能违反建立时间约束，导致错误数据被锁存。
保持时间约束（短路径约束）：
这类约束规定在触发器时钟沿之后数据输入信号应保持稳定的时间长度。违反保持时间约束可能导致亚稳态或其他不期望的行为。
保持时间约束公式：{\displaystyle t_{logic}>t_{h}-t_{c{-}q}}
建立时间约束公式：{\displaystyle t_{logic}<t_{CLK}-t_{c{-}q}-t_{su}}
其中：
- {\displaystyle t_{logic}}：组合逻辑延迟
- {\displaystyle t_{CLK}}：时钟周期
- {\displaystyle t_{su}}：建立时间（setup time）
- {\displaystyle t_{h}}：保持时间（hold time）
- {\displaystyle t_{c{-}q}}：触发器的clock-to-Q延迟[3]

## 时序收敛的迭代过程
时序收敛是确保所有信号在所需时间内到达目标，从而使电路可靠工作的关键步骤。设计者从寄存器传输级（RTL）抽象以及描述电路的Verilog或VHDL代码开始。该描述被综合为网表（netlist），网表是逻辑门和连线的集合，并用于配置FPGA硬件。
由于FPGA的逻辑和布线具有灵活性，信号延迟可能会变化。如果信号到达得太晚，设计可能无法满足时序。设计者首先在SDC（Synopsys设计约束）格式中定义准确且现实的时序约束，以反映系统的性能目标。这些约束可能包括时钟周期、输入/输出延迟、多周期路径以及建立/保持要求。基于设计内部的逻辑结构和路径延迟，必须认真分析这些约束是否可实现。这些约束将指导下游的全部时序分析与优化流程。